# Розора
Розора (итал. Rosora) — коммуна в Италии, располагается в регионе Марке, в провинции Анкона.
Население составляет 1879 человек (2008 г.), плотность населения составляет 196 чел./км². Занимает площадь 9 км². Почтовый индекс — 60030. Телефонный код — 0731.
Покровителем коммуны почитается святой архангел Михаил, празднование 29 сентября.

## Демография
Динамика населения:

## Администрация коммуны
- Официальный сайт: https://web.archive.org/web/20100501001938/http://www.rosora.pannet.it/